# Jan Foltys

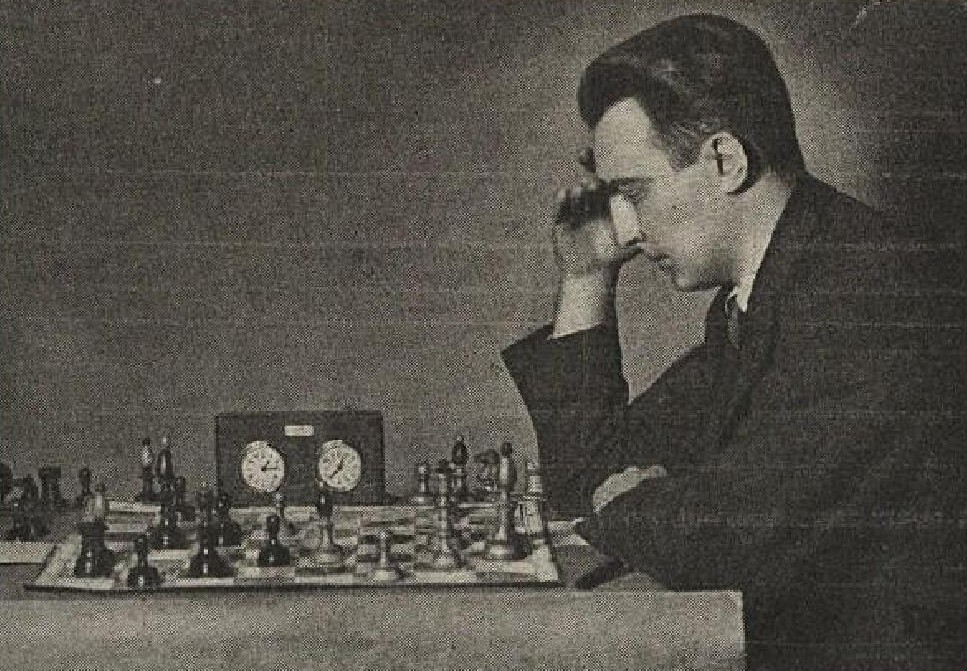
Jan Foltys

Jan Foltys (Svinov, 13 ottobre 1908 – Ostrava, 11 marzo 1952) è stato uno scacchista cecoslovacco.

## Principali risultati
- 1936 –  3º a Poděbrady dietro a Flohr ed Alekhine
- 1937 –  4º a Margate;  3º-4º a Praga (vinse Paul Keres);  2º-4º a Rogaška Slatina (vinse Najdorf)
- 1940 –  vince a Rakovník il campionato della Boemia e Moravia
- 1941 –  1º a Trenčianske Teplice
- 1942 –  3º a Praga dietro ad Alekhine e Klaus Junge;  3º-5º dietro ad Alekhine e Keres a Monaco di Baviera
- 1943 –  1º-2º a Praga con František Zíta nel campionato della Boemia e Moravia
- 1948 –  1º a Karlsbad;  3º a Budapest

Foltys partecipò per la Cecoslovacchia a tre olimpiadi degli scacchi:
- in 1ª scacchiera nelle olimpiadi non ufficiali di Monaco 1936 (+7 –1 =11)
- in 2ª scacchiera nelle olimpiadi di Stoccolma 1937 (+7 –2 =9)
- in 2ª scacchiera nelle olimpiadi di Buenos Aires 1939 (+8 –3 =5).

Nel 1951 si qualificò a Mariánské Lázně (torneo zonale) per partecipare al torneo interzonale di Stoccolma 1952, ma morì di leucemia ad Ostrava poco prima che il torneo avesse luogo.